# オルドイニョ・レンガイ
オルドイニョ・レンガイ (Ol Doinyo Lengai または Oldoinyo Lengai) はタンザニア北部にある火山である。レンガイ山とも呼ばれる。東アフリカのグレート・リフト・ヴァレーの火山系の一部で、東リフトヴァレーにある。アルーシャの北西120 kmに位置し、ケニア国境のナトロン湖の南に位置する。2013年現在も活動中の活火山である。
地元のマサイ族の言葉で「オルドイニョ」は「山」、「レンガイ」は「神」であり、「神の山」を意味する。
2018年にオルドイニョ・レンガイ、オルドヴァイ渓谷、ラエトリ、ンゴロンゴロクレーターなどの一帯がユネスコ世界ジオパークに指定される。

## 溶岩
カーボナタイト (火成炭酸塩岩) を噴出する地球上で唯一の活火山であり、特にこの山の溶岩はナトロカーボナタイトと呼ばれ、溶岩の温度は510℃しかない。オルドイニョ・レンガイ火山のカーボナタイト溶岩は1960年にイギリスの地質学者ジョン・バリー・ドーソンが噴火を目撃し、溶岩分析値が報告された。古い休止したカーボナタイト火山が近くに数個あり、Homa Mountain もその一つである。
世界中のほとんどの溶岩はケイ酸塩鉱物が豊富なのに対し、オルドイニョ・レンガイの溶岩は希少なナトリウムとカリウムの炭酸塩鉱物であるニエレレアイト (nyerereite、Na2Ca(CO3)2) と グレゴライト (gregoryite、(Na2,K2,Ca)CO3) が豊富である。この異常な組成のため、溶岩は比較的低い温度 (500 - 600℃) で噴出する。この温度の低さのためマグマは他の火山で見られるような赤い輝きを持たず、太陽光下で黒色に見える。そしてケイ質溶岩よりも流動性が高い。オルドイニョ・レンガイによって作られた溶岩のナトリウムとカリウムの炭酸塩鉱物は地表では不安定で、風化を受けやすく、すぐに黒色から灰色になってしまう。その結果、世界の他の火山景観とは違ったものになっている。
ホルニトは溶岩が固まった尖塔で、高さ数十メートルの塔が何本かそびえていたが、2007年の噴火で非常に大きな火口が形成されホルニトは消滅した。

## 噴火
この山の連続噴火の記録は1883年にまで遡り、同様の噴出が1904年 - 1910年にも記録され、1913年 - 1915年にも再び記録されている。1917年に大噴火が起き、このときの火山灰は約48 km先まで飛んで堆積した。
同様の噴火は1926年の数か月と1940年の7月 - 12月に起こり、灰は100 km離れたロリオンドまで及んだ。数回の小噴火が1954年、1955年、1958年および1960年代前半に観察されている。
最近では1966年8月14日に噴火した。2人の地質学者J. B. ドーソンとG. C. クラークは、その1週間後にクレーターを訪れ、標高3,000フィートまで登り、ナトロン湖に向けて北に吹き流れている「黒い灰の太い柱」を見たと報告した。円錐形の噴火口の中央からガスと白灰色の灰と塵が連続して放出されるのを見たと報告している。
この火山活動はケニアとタンザニアで2007年7月12日から毎日起きた地震の原因であった。ナイロビ市を襲った最新の地震は2007年7月18日午前8:30 (ケニア時間) と記録されている。最大の地震はマグニチュード6.0と測定された。地質学者たちは地震が突然増加したのはオルドイニョ・レンガイのマグマの動きを示すものと考えている。2007年9月4日の噴火では、灰と蒸気の雲を少なくとも18 km風下まで運び、北と西の斜面に新鮮な溶岩が流れ出た。噴火は断続的に2008年へと続き、2月末に強さを増したように見え、3月5日に大爆発が起こった。4月は4月8日と17日に噴火があった。噴火活動は2008年8月後半まで続いた。9月に頂上を訪れた人は溶岩放出が新しいクレーターの底にできた2つの噴火口から再開されたものだったことを発見している 。

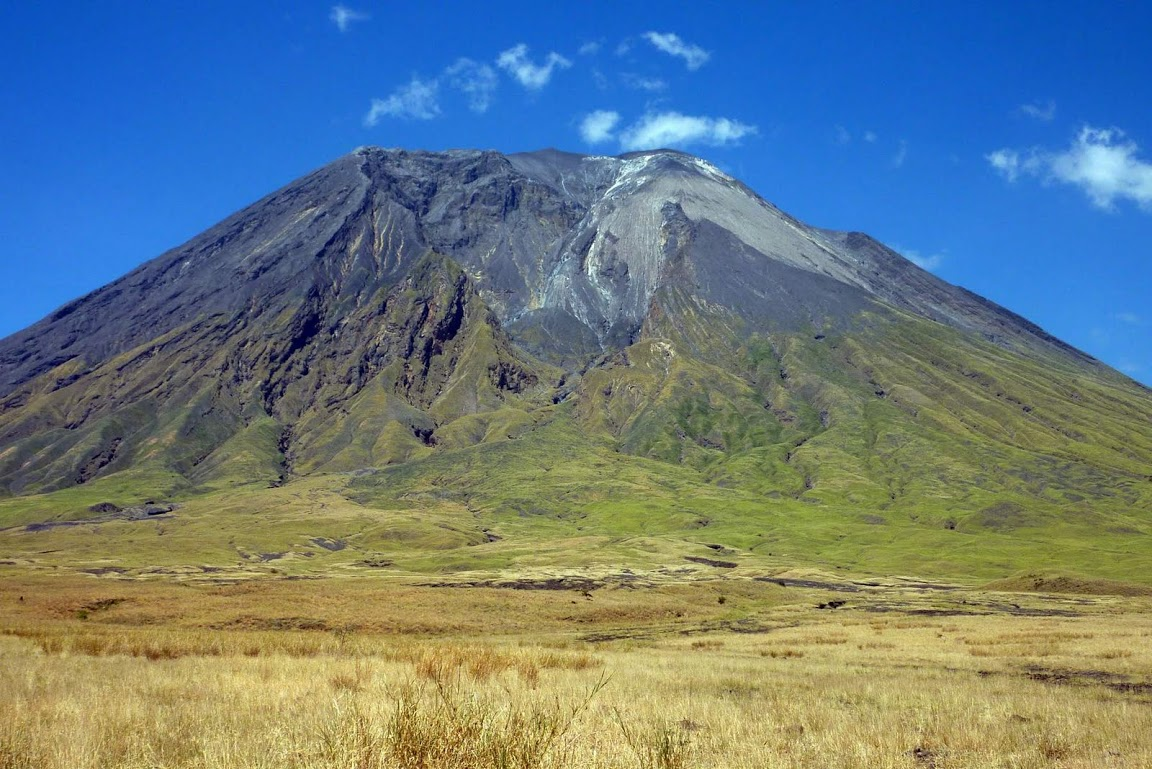
2012年
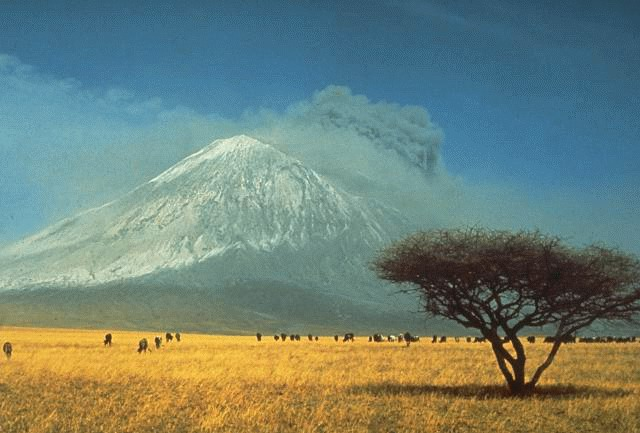
1966年の噴火。
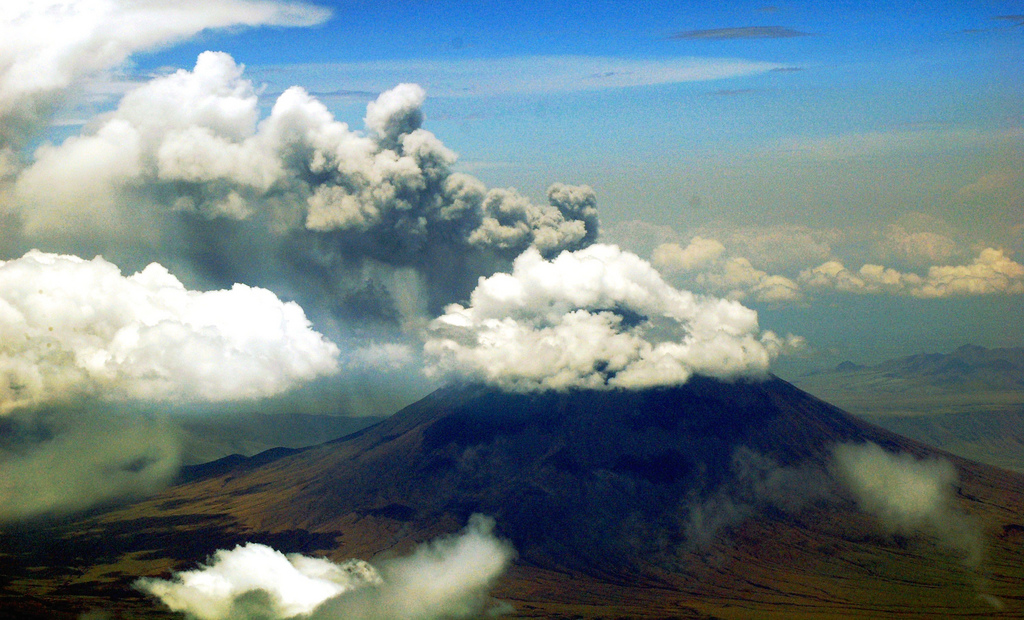
2008年の噴火。
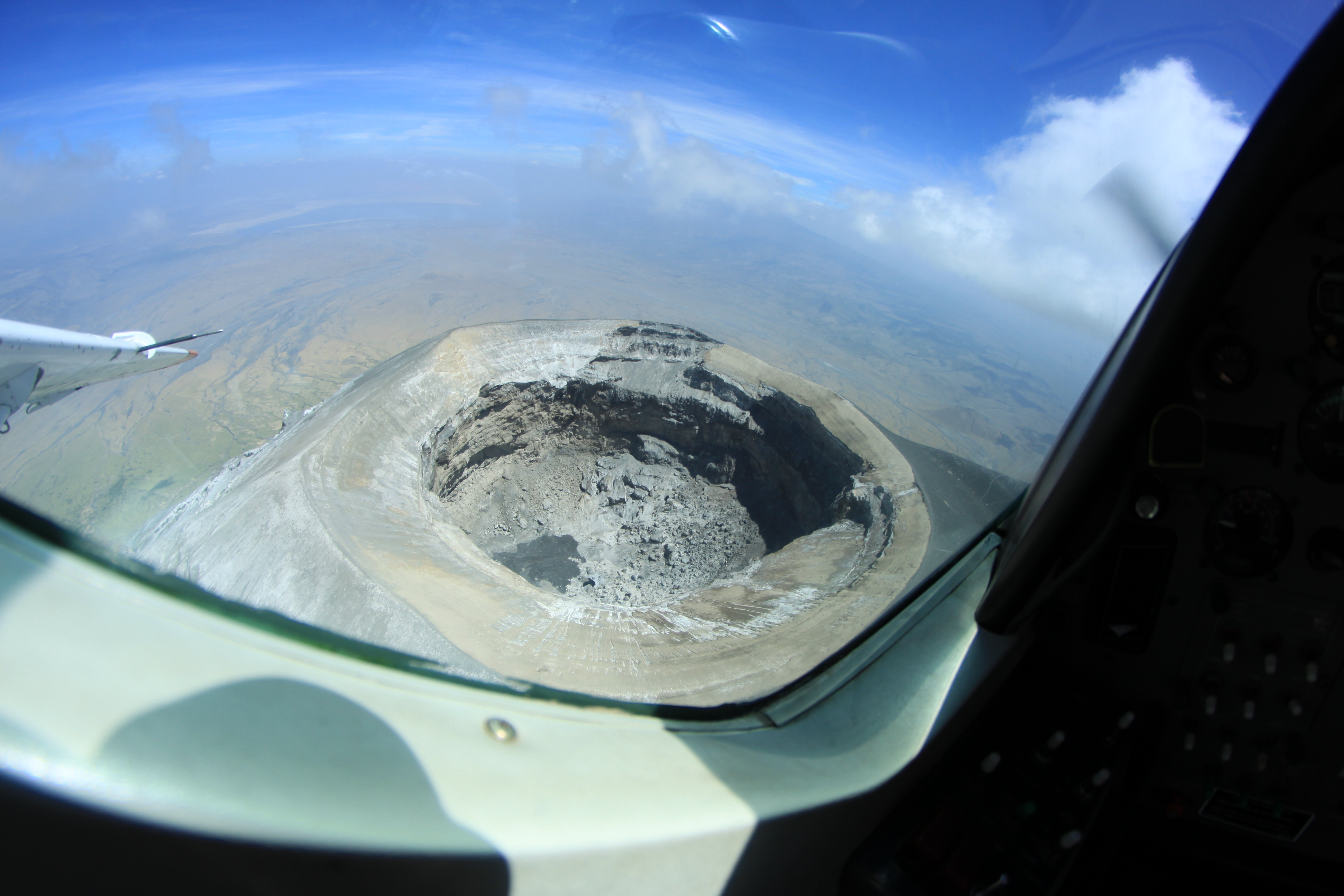
山頂火口。2011年
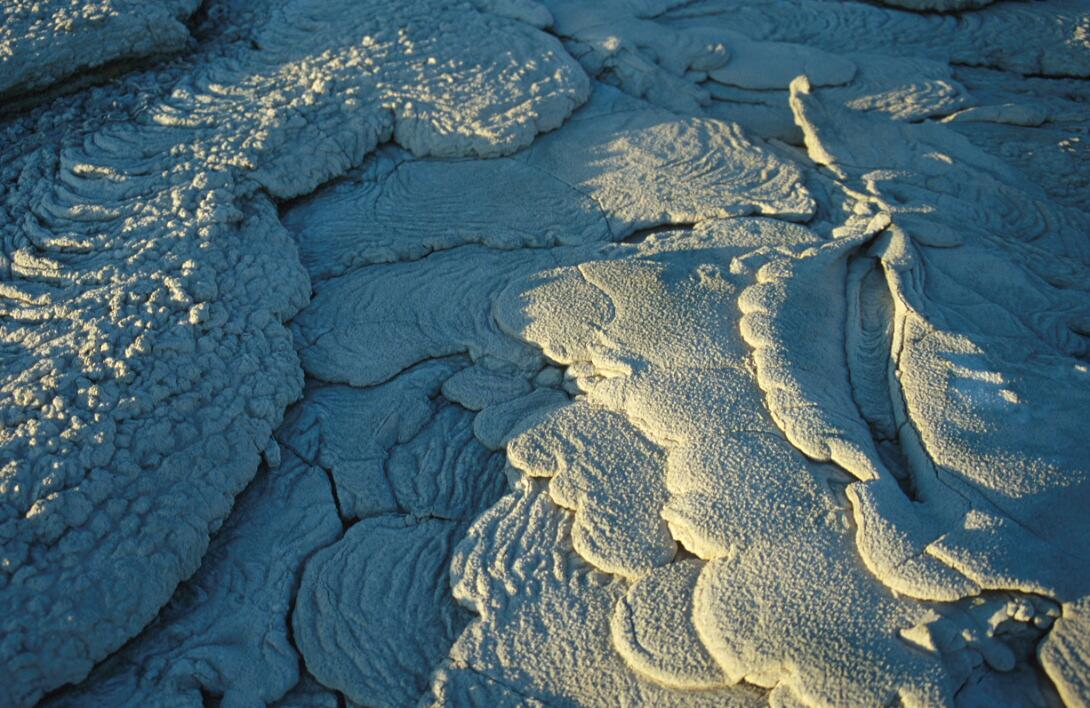
山頂火口で固化した溶岩。2001年8月。
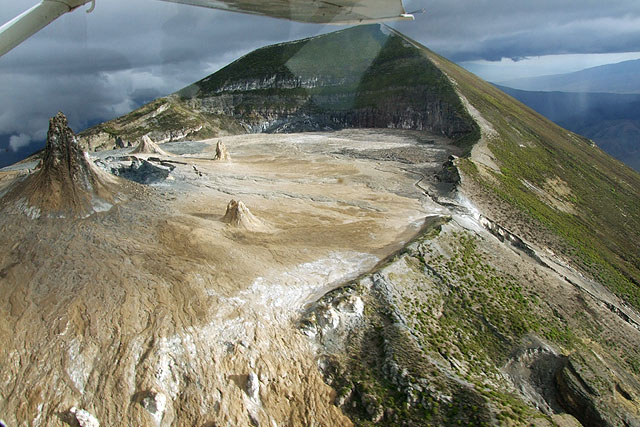
かつての山頂火口。2010年10月。
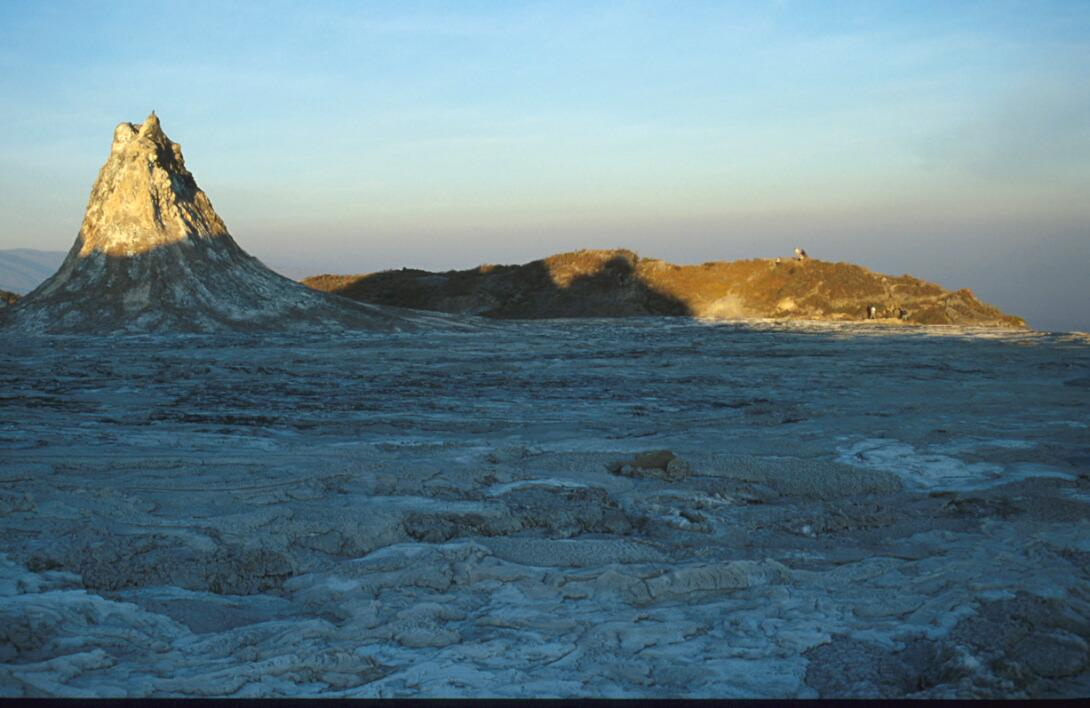
かつての山頂火口とホルニト。2001年8月。

## 映像
- NHK BS3 「驚き！地球！グレートネイチャー選▽怪奇！黒い溶岩！紅の湖！？」 (2019年8月29日放映)